# Bodo Schmidt (Schachspieler)
Bodo Schmidt (* 20. April 1950 in Porz) ist ein deutscher Schachspieler. Er wurde 1971 und 1975 Dähne-Pokal-Sieger.

## Schach
Seine erste Teilnahme an einer deutschen Meisterschaft war 1968 in Saarbrücken, und zwar die Deutsche Meisterschaft der Jugend (West), die Karl-Heinz Maeder gewann. Beim Internationalen Open in Bern erzielte er im Oktober 1975 eine Norm zum Erreichen des Titels Internationaler Meister. Er gewann dort unter anderem gegen den Großmeister Iván Faragó. Eine zweite IM-Norm erreichte er bei der 4. Internationalen Bayerischen Meisterschaft in Bad Wiessee im November 2000.

### Vereine
Mannschaftsschach spielte er in der deutschen Schachbundesliga für die SG Porz, die Schachgesellschaft Solingen und den Godesberger Schachklub 1929.
Mit der Schachgemeinschaft Porz e. V. wurde er 1979, 1982 und 1983 deutscher Mannschaftsmeister. Mit den Porzern kam er in die Endrunde 1975. Für Porz spielte er außerdem in den Spielsaisons 1980/81, 1982/83, 1984/85, 1985/86, 1986/87, 1987/88, 1988/89, 1989/90 und 90/91.
Für Solingen spielte er in der Schachbundesliga in den Spielsaisons 1992/93, 1993/94 und 1994/95, für den Godesberger Schachklub 2001/02 und 2005/06.

### Seniorenkämpfe

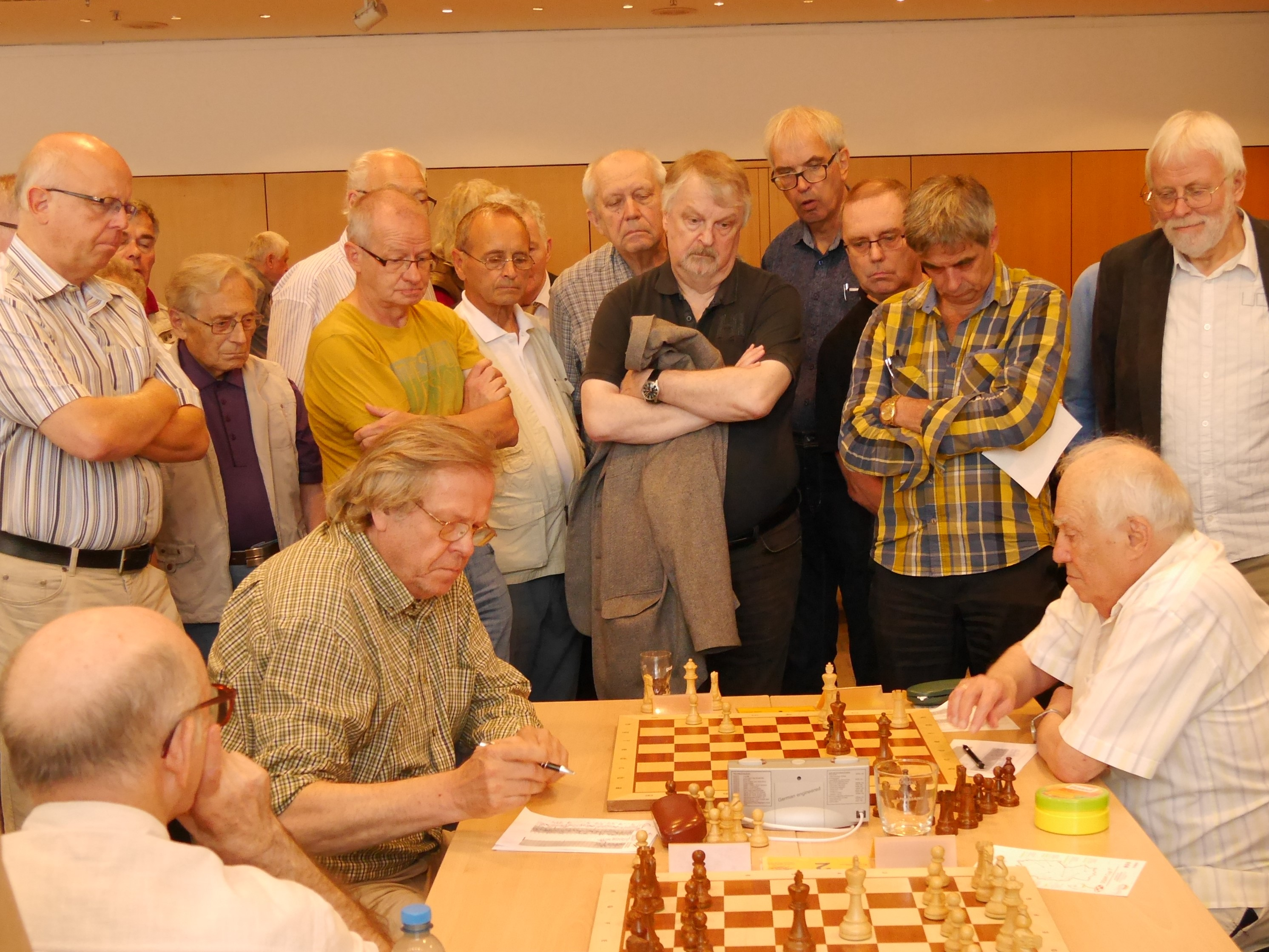
Letzte Partie der deutschen Seniorenmeisterschaft 2017 in Berlin

Auch als Senior ist er erfolgreich. Bodo Schmidt wurde Deutscher Seniorenmeister 2012.
In den Jahren 2014 und 2023 wurde er deutscher Seniorenblitzmeister.
Bei der European Senior Team Chess Championship  holte er vier Punkte aus acht Partien, wobei er gegen Fritz Baumbach gewann.

### Sonstiges
Bodo Schmidt ist FIDE-Meister und aktives Mitglied im Schachclub 1919 Siegburg. Seine höchste Elo-Zahl war 2450 (Januar 1976).